# Férfi kormányos nélküli kettes evezés az 1992. évi nyári olimpiai játékokon
Az 1992. évi nyári olimpiai játékokon a evezés férfi kormányos nélküli kettes versenyszámát július 27. és augusztus 1. között rendezték a Lake of Banyoles-tón.

## Versenynaptár
| Dátum                       | Forduló  |
| --------------------------- | -------- |
| 1992. július 27., hétfő     | Előfutam |
| 1992. július 29., szerda    | Vigaszág |
| 1992. július 30., csütörtök | Elődöntő |
| 1992. augusztus 1., szombat | Döntő    |

## Eredmények
Az időeredmények másodpercben értendők. A rövidítések jelentése a következő:
- Q: továbbjutás helyezés alapján
- QA: az A-döntőbe jutott
- QB: a B-döntőbe jutott

### Előfutam
Az előfutamokból az első helyezettek automatikusan az A/B elődöntőbe jutottak, a többiek a vigaszágra kerültek.
| Helyezés | Nemzet                                                          | Idő      | Mj       |
| 1. futam | 1. futam                                                        | 1. futam | 1. futam |
| -------- | --------------------------------------------------------------- | -------- | -------- |
| 1.       | Németország (GER) · Peter Holtzenbein · Colin Ettingshausen     | 6:41,65  | Q        |
| 2.       | Norvégia (NOR) · Snorre Lorgen · Sverke Lorgen                  | 6:43,10  |          |
| 3.       | Románia (ROU) · Vasile Tomoiagă · Dragoş Neagu                  | 6:47,43  |          |
| 4.       | Ausztrália (AUS) · Nick McDonald-Crowley · Matthew McArdle      | 6:48,18  |          |
| 5.       | Független résztvevők (IOP) · Vladimir Banjanac · Lazo Pivač     | 7:08,35  |          |
| 2. futam |                                                                 |          |          |
| 1.       | Belgium (BEL) · Jaak Van Driessche · Luc Goiris                 | 6:38,49  | Q        |
| 2.       | Franciaország (FRA) · Michel Andrieux · Jean-Christophe Rolland | 6:39,95  |          |
| 3.       | Kanada (CAN) · Henry Hering · Harold Backer                     | 6:42,84  |          |
| 4.       | Litvánia (LTU) · Ričardas Bukys · Zigmantas Gudauskas           | 6:59,38  |          |
| 5.       | Japán (JPN) · Kimura Micuru · Mimoto Kazuaki                    | 7:25,20  |          |
| 3. futam |                                                                 |          |          |
| 1.       | Nagy-Britannia (GBR) · Steve Redgrave · Matthew Pinsent         | 6:36,53  | Q        |
| 2.       | Szlovénia (SLO) · Iztok Čop · Denis Žvegelj                     | 6:37,11  |          |
| 3.       | Svájc (SUI) · Christoph Küffer · Thomas Studhalter              | 6:44,82  |          |
| 4.       | Egyesült Államok (USA) · Peter Sharis · John Pescatore          | 6:52,43  |          |
| 5.       | Magyarország (HUN) · Magyar Imre · Schneider Henrik             | 6:53,82  |          |
| 4. futam |                                                                 |          |          |
| 1.       | Horvátország (CRO) · Zlatko Bužina · Marko Perinović            | 6:41,37  | Q        |
| 2.       | Hollandia (NED) · Sjors van Iwaarden · Kai Compagner            | 6:42,91  |          |
| 3.       | Egyesített Csapat (EUN) · Jurij Pimenov · Nyikolaj Pimenov      | 7:09,37  |          |
| 4.       | Ausztria (AUT) · Karl Sinzinger, Jr. · Hermann Bauer            | 7:44,81  |          |

### Vigaszág
A vigaszág futamaiból az első két helyezett az A/B elődöntőbe jutott, a többiek a C döntőbe kerültek, kivéve a legrosszabb időeredménnyel rendelkező egységet, amely kiesett, így összesítésben a 19. helyen végzett.
| Helyezés | Nemzet                                                          | Idő      | Mj       |
| 1. futam | 1. futam                                                        | 1. futam | 1. futam |
| -------- | --------------------------------------------------------------- | -------- | -------- |
| 1.       | Hollandia (NED) · Sjors van Iwaarden · Kai Compagner            | 6:46,43  | A/B      |
| 2.       | Svájc (SUI) · Christoph Küffer · Thomas Studhalter              | 6:47,61  | A/B      |
| 3.       | Független résztvevők (IOP) · Vladimir Banjanac · Lazo Pivač     | 6:54,76  | C        |
| 4.       | Litvánia (LTU) · Ričardas Bukys · Zigmantas Gudauskas           | 7:01,82  | C        |
| 2. futam |                                                                 |          |          |
| 1.       | Szlovénia (SLO) · Iztok Čop · Denis Žvegelj                     | 6:46,71  | A/B      |
| 2.       | Kanada (CAN) · Henry Hering · Harold Backer                     | 6:47,46  | A/B      |
| 3.       | Ausztrália (AUS) · Nick McDonald-Crowley · Matthew McArdle      | 6:48,67  | C        |
| 3. futam |                                                                 |          |          |
| 1.       | Franciaország (FRA) · Michel Andrieux · Jean-Christophe Rolland | 6:43,83  | A/B      |
| 2.       | Ausztria (AUT) · Karl Sinzinger, Jr. · Hermann Bauer            | 6:52,89  | A/B      |
| 3.       | Magyarország (HUN) · Magyar Imre · Schneider Henrik             | 6:53,44  | C        |
| 4.       | Románia (ROU) · Vasile Tomoiagă · Dragoş Neagu                  | 7:28,57  |          |
| 4. futam |                                                                 |          |          |
| 1.       | Norvégia (NOR) · Snorre Lorgen · Sverke Lorgen                  | 6:42,97  | A/B      |
| 2.       | Egyesült Államok (USA) · Peter Sharis · John Pescatore          | 6:45,31  | A/B      |
| 3.       | Egyesített Csapat (EUN) · Jurij Pimenov · Nyikolaj Pimenov      | 6:51,57  | C        |
| 4.       | Japán (JPN) · Kimura Micuru · Mimoto Kazuaki                    | 7:26,14  | C        |

### Elődöntő
| Helyezés | Nemzet                                                          | Idő      | Mj       |
| A/B      | A/B                                                             | A/B      | A/B      |
| 1. futam | 1. futam                                                        | 1. futam | 1. futam |
| -------- | --------------------------------------------------------------- | -------- | -------- |
| 1.       | Nagy-Britannia (GBR) · Steve Redgrave · Matthew Pinsent         | 6:31,13  | QA       |
| 2.       | Németország (GER) · Peter Holtzenbein · Colin Ettingshausen     | 6:33,72  | QA       |
| 3.       | Szlovénia (SLO) · Iztok Čop · Denis Žvegelj                     | 6:34,48  | QA       |
| 4.       | Norvégia (NOR) · Snorre Lorgen · Sverke Lorgen                  | 6:38,28  | QB       |
| 5.       | Ausztria (AUT) · Karl Sinzinger, Jr. · Hermann Bauer            | 6:45,42  | QB       |
| 6.       | Svájc (SUI) · Christoph Küffer · Thomas Studhalter              | 6:47,03  | QB       |
| 2. futam |                                                                 |          |          |
| 1.       | Franciaország (FRA) · Michel Andrieux · Jean-Christophe Rolland | 6:33,88  | QA       |
| 2.       | Belgium (BEL) · Jaak Van Driessche · Luc Goiris                 | 6:34,72  | QA       |
| 3.       | Egyesült Államok (USA) · Peter Sharis · John Pescatore          | 6:35,99  | QA       |
| 4.       | Kanada (CAN) · Henry Hering · Harold Backer                     | 6:37,29  | QB       |
| 5.       | Hollandia (NED) · Sjors van Iwaarden · Kai Compagner            | 6:39,85  | QB       |
| 6.       | Horvátország (CRO) · Zlatko Bužina · Marko Perinović            | 6:47,87  | QB       |

### Döntők
| Hely.   | Össz.   | Nemzet                                                          | Idő     | Mj      |
| C-döntő | C-döntő | C-döntő                                                         | C-döntő | C-döntő |
| ------- | ------- | --------------------------------------------------------------- | ------- | ------- |
| 1.      | 13.     | Ausztrália (AUS) · Nick McDonald-Crowley · Matthew McArdle      | 6:44,06 |         |
| 2.      | 14.     | Független résztvevők (IOP) · Vladimir Banjanac · Lazo Pivač     | 6:44,52 |         |
| 3.      | 15.     | Egyesített Csapat (EUN) · Jurij Pimenov · Nyikolaj Pimenov      | 6:48,24 |         |
| 4.      | 16.     | Magyarország (HUN) · Magyar Imre · Schneider Henrik             | 6:51,20 |         |
| 5.      | 17.     | Litvánia (LTU) · Ričardas Bukys · Zigmantas Gudauskas           | 7:03,01 |         |
| 6.      | 18.     | Japán (JPN) · Kimura Micuru · Mimoto Kazuaki                    | 7:17,93 |         |
| B-döntő |         |                                                                 |         |         |
| 1.      | 7.      | Norvégia (NOR) · Snorre Lorgen · Sverke Lorgen                  | 6:36,16 |         |
| 2.      | 8.      | Hollandia (NED) · Sjors van Iwaarden · Kai Compagner            | 6:37,22 |         |
| 3.      | 9.      | Kanada (CAN) · Henry Hering · Harold Backer                     | 6:37,32 |         |
| 4.      | 10.     | Horvátország (CRO) · Zlatko Bužina · Marko Perinović            | 6:37,57 |         |
| 5.      | 11.     | Svájc (SUI) · Christoph Küffer · Thomas Studhalter              | 6:39,64 |         |
| 6.      | 12.     | Ausztria (AUT) · Karl Sinzinger, Jr. · Hermann Bauer            | 6:46,68 |         |
| A-döntő |         |                                                                 |         |         |
| Arany   | Arany   | Nagy-Britannia (GBR) · Steve Redgrave · Matthew Pinsent         | 6:27,72 |         |
| Ezüst   | Ezüst   | Németország (GER) · Peter Holtzenbein · Colin Ettingshausen     | 6:32,68 |         |
| Bronz   | Bronz   | Szlovénia (SLO) · Iztok Čop · Denis Žvegelj                     | 6:33,43 |         |
| 4.      | 4.      | Franciaország (FRA) · Michel Andrieux · Jean-Christophe Rolland | 6:36,34 |         |
| 5.      | 5.      | Belgium (BEL) · Jaak Van Driessche · Luc Goiris                 | 6:38,20 |         |
| 6.      | 6.      | Egyesült Államok (USA) · Peter Sharis · John Pescatore          | 6:39,23 |         |